# Футбольная ассоциация Либерии
Футбо́льная ассоциа́ция Либе́рии (англ. Liberia Football Association) — организация, осуществляющая контроль и управление футболом в Либерии. Располагается в Монровии. ФАЛ основана в 1936 году, вступила в КАФ в 1962 году, а в ФИФА — в 1964 году. В 1975 году стала членом-основателем Западноафриканского футбольного союза. Ассоциация организует деятельность и управляет национальными сборными по футболу (мужской, женской, молодёжными). Под эгидой ассоциации проводится чемпионат страны и многие другие соревнования.